# Étienne Maniald
Étienne Maniald, né vers 1535 à Clairac et mort vers 1599 à Bordeaux, est à la fois médecin, poète, littérateur et helléniste français. Il fait partie des humanistes bordelais du XVIe siècle.

## Biographie
Peu de choses sont connues de sa biographie familiale.
Les Jurats de Bordeaux le nomment « bourgeois » le 4 juillet 1671, titre attestant qu'il est établi à Bordeaux depuis un certain temps. Un acte notarial indique qu'il a acheté une maison, rue neuve à Bordeaux, en octobre 1582.
Maniald meurt en août 1599 (son testament est daté du 22 avril 1599 et insinué (authentifié) le 17 août 1599, (ce qui indique une mort avant le 17 août). Il laisse deux fils : Étienne et Paul.
Le 15 octobre 1573, le Parlement de Bordeaux nomme quatre médecins : Pierre Pichot, Guillaume Briet, Charles Rousseau et Étienne Maniald, pour être lecteurs(professeurs) à la Faculté de médecine, avec un salaire de 100 livres par an. Le 20 octobre, après un nouvel arrêt, Pichot et Rousseau lisent à la Faculté de médecine, Maniald aux chirurgiens et Briet aux apothicaires. Maniald reste professeur jusqu'en 1590.
Maniald commence son professorat en dictant la Chirurgia Magna de Guy de Chauliac et termine sa carrière en 1590 avec le traité des plaies et ulcères d'Hippocrate.
Comme médecin-ordinaire de la ville et lecteur, Maniald est un proche collaborateur de Pierre Pichot à la faculté de médecine, mais il ne devient jamais docteur-régent.
En plus de son travail de médecin-chirurgien, Étienne Maniald est en relation avec les lettrés contemporains. Il est un familia d'Elie Vinet, Pierre de Brach, Joseph Juste Scaliger, Gabriel de Lurbe, etc.
Sa production littéraire se limite à des vers. Étienne Maniald est un encomiaste de renom. Il compose pour ses amis des pièces en vers grec, latin et français ; tous les genres de poésie sont utilisés. On trouve ses textes dithyrambiques dans les préfaces, postfaces et sous les portraits.

### Maniald l'encomiaste
Quelques exemples :
- Sous le portrait de Pierre de Brach dans l'édition de 1576 de ses poèmes : Pierre de Brach, Les Poëmes de Pierre de Brach., Bordeaux, Simon Millanges, 1576 (lire en ligne sur Gallica).

- Pierre Pichot, De rheumatismo, catharrho variisque a cerebro destillationibus, et horum curatione libellus. Auctore, Petro Pichoto Andegavo, medico Burdigalensi, Bordeaux, Simon Millanges, 1577, 248 p. (lire en ligne).

- Hermès Trismégiste (trad. François de Foix), Le Pimandre de Mercure Trismégiste, de la philosophie chrestienne, cognoissance du verbe divin et de l'excellence des oeuvres de Dieu, traduit de l'exemplaire grec, avec collation de très amples commentaires, par François, Monsieur de Foix, de la famille de Candalle..., Bordeaux, Simon Millanges, 1579, 745 p. (lire en ligne sur Gallica).

- Ausone (trad. Elie Vinet), Ausonii Burdigalensis, viri consularis, Omnia, quae adhuc in veteribus bibliothecis inveniri potuerunt, Opera, ad varia, vetera, novaque exemplaria, emendata, commentariisque illustrata per Eliam Vinetum Santonem. Item, Symmachi, & Pontii Paulini litterae ad Ausonium scriptae : Ciceronis & aliorum quorundam veterum carmina nonnulla. Quae, omnia, pagina secunda indicabuntur, t. 2, Bordeaux, Simon Millanges, 1580, 394 p. (lire en ligne).

- Gabriel de Lurbe, De Illustribus Aquitaniae viris, Constantino magno usque ad nostra tempora, libellus. Auctore Gab. Lurbeo, I.C. procuratore et syndico civitatis Burdigalensis, Bordeaux, Simon Millanges, 1591, 148 p. (lire en ligne).

### Écrits médicaux d'Étienne Maniald
- Il débute comme écrivain médical avec la traduction en français d'une partie des Œuvres de Guillaume Rondelet : un traité sur la vérole en 1576.

Guillaume Rondelet, Traité de vérole par M. Guillaume Rondelet, lecteur ordinaire en medecine a Mont-pelier Traduit en francois, & remis au net par Etienne Maniald professeur de medecine, en l'Université de Bourdeaux., Bordeaux, Simon Millanges, 1576, 95 p. (disponible sur Internet Archive).
- Le texte de certaines observations cliniques notées par Maniald est publié par son fils en 1616. Le cas le plus rare et curieux, qui donne le titre de l'ouvrage, est celui d’une double grossesse extra-utérine[Note 5].

Etienne Maniald, De partu prodigioso qui visus est in agro Gradiniano juxta Burdigalam. Anno M.D.XCV. mense augusto. Stephani Manialdi Medici burdigalensis in eandem historiam observatio, Bordeaux, Simon Millanges, 1616, 16 p. (lire en ligne), avec la traduction de A. Bouscharain.
- Maniald traduit quelques textes grecs d'Hippocrate en latin, corrige les leçons qu'il juge erronées. Le livre est dédié à Henri IV et il confie le manuscrit à François de Foix pour le présenter au roi. Malheureusement, ce dernier meurt et personne ne songe à ce manuscrit. Les héritiers le trouvent parmi les papiers de François de Foix et le remettent à Étienne, le fils aîné de Maniald, qui le publie en 1619.

Hippocrate (trad. Étienne Maniald), Hippocratis Chirurgia de Medico; de vulneribus; de hæmorrhoidibus; de fistulis; de vulneribus capitis, nunc primum Graece restituta, Latinitate donata, et commentariis illustrata. A. Steph. Manialdo ..., Parisiis, Apud Joann. Libert, 1619 (disponible sur Internet Archive)